# 장장가오커역
장장가오커역(중국어: 张江高科站, 영어:  Zhangjiang High-Tech Park)은 중화인민공화국 상하이 푸둥 신구 장장가오커지위안구(张江高科技园区)와 쑹타오로(松涛路), 쭈충즈로(祖冲之路)에 위치한 지하철 2호선 역이다. 지하 섬식 역사 구조로 되어있다.

## 역 구조

### 층별 구조
- 신역사 층별 구조

| 지면층   | 출구                            | 1~5번 출구                            |
| 지하 1층 | 대합실                          | 개집표기, 자동매표기, 유인 안내데스크 |
| 지하 2층 | ←                               | ■2호선 쉬징둥 방면 (룽양루)           |
| 지하 2층 | 섬식 승강장, 왼쪽 출입문이 열림 |                                       |
| 지하 2층 | →                               | ■2호선 푸둥 국제공항 방면 (진커루)    |

- 구역사 층별 구조 (2000~2010년)

| 2층 | 상대식 승강장, 오른쪽 출입문이 열림 | 상대식 승강장, 오른쪽 출입문이 열림 |
| 2층 | 미사용                              |                                     |
| 2층 | ←                                   | ■2호선 쑹홍루 방면(룽양루)          |
| 2층 | 상대식 승강장, 오른쪽 출입문이 열림 |                                     |

## 출구
|                         |                                                                                                |      |  |
| 출구 번호               | 출구 인근                                                                                      | 지시 |  |
| 1번 출구                | 쭈청즈로(祖冲之路) 북측, 커위안로(科苑路) 서측                                                 |      |  |
| 2번 출구                | 커위안로(科苑路) 서측, 쭈청즈로(祖冲之路) 남측                                                 |      |  |
| 3번 출구                | 철도역 서측, 2번 출구 서측                                                                     |      |  |
| 5번 출구                | 쑹타오로(松涛路) 서측, 쭈청즈로(祖冲之路) 남측 (장장 노면전차 종착역, 장장 지하철역 버스 허브) |      |  |
| 아이콘 설명: 엘리베이터 |                                                                                                |      |  |

## 사진첩

### 연결 교통
장장 노면전차 1로, 161, 188, 636, 778, 1029, 1090, 다차오 6선(大桥六线), 푸둥 11로(구 둥촨 전용선), 푸둥 12로(구 탕촨선), 푸둥 12로 구간, 푸둥 14로, 푸둥 22로, 푸둥 25로, 푸둥 70로, 장장 환선(张江环线), 장장 남환선(张江南环线), 장장 전용선, 장장 1로

## 역사
장장가오커역은 원래 고가역으로, 상하이 지하철 2호선의 동부 시·종착역이었다. 그러나 2호선 동부 연장선 건설에 맞춰 지하역으로 개축했다. 신역사 및 구역사 노선의 연결을 촉진하기 위해 이 역은 2010년 2월 14일부터 23일까지 폐쇄되었다. 원래 장장가오커역 및 해당 구간과 연결된 신축 룽양루 기지실습선은 2011년 12월 20일 궤도교통 실습실험기지가 되어 기존 9호선에서 재기용되어 전입된 952호차가 실습전용차가 되어 열차 차장 교육을 위해 사용되었다.
2017년 1월 21일부터 2월 10일까지 승객 증가에 대응하고 대피 능력을 향상시키기 위해 장장가오커역은 개조를 위해 운영을 중단하고 열차는 이 역을 통과했다. 역 개조 기간 동안 승강장에 에스컬레이터 1대와 계단 1조를 추가로 설치하여 통행량을 증가시켰다. 동시에 역의 구조가 변경되었으며 운임 구역의 면적이 증가하고 개찰구가 12개 추가되었다. 2017년 2월 9일 예정보다 하루 일찍 재개장하였으며, 장장가오커역 재개장 첫날 아침 이용객은 일부 시민이 조기 개장을 몰랐기 때문에 2016년에 비해 약 5000명 줄었다.

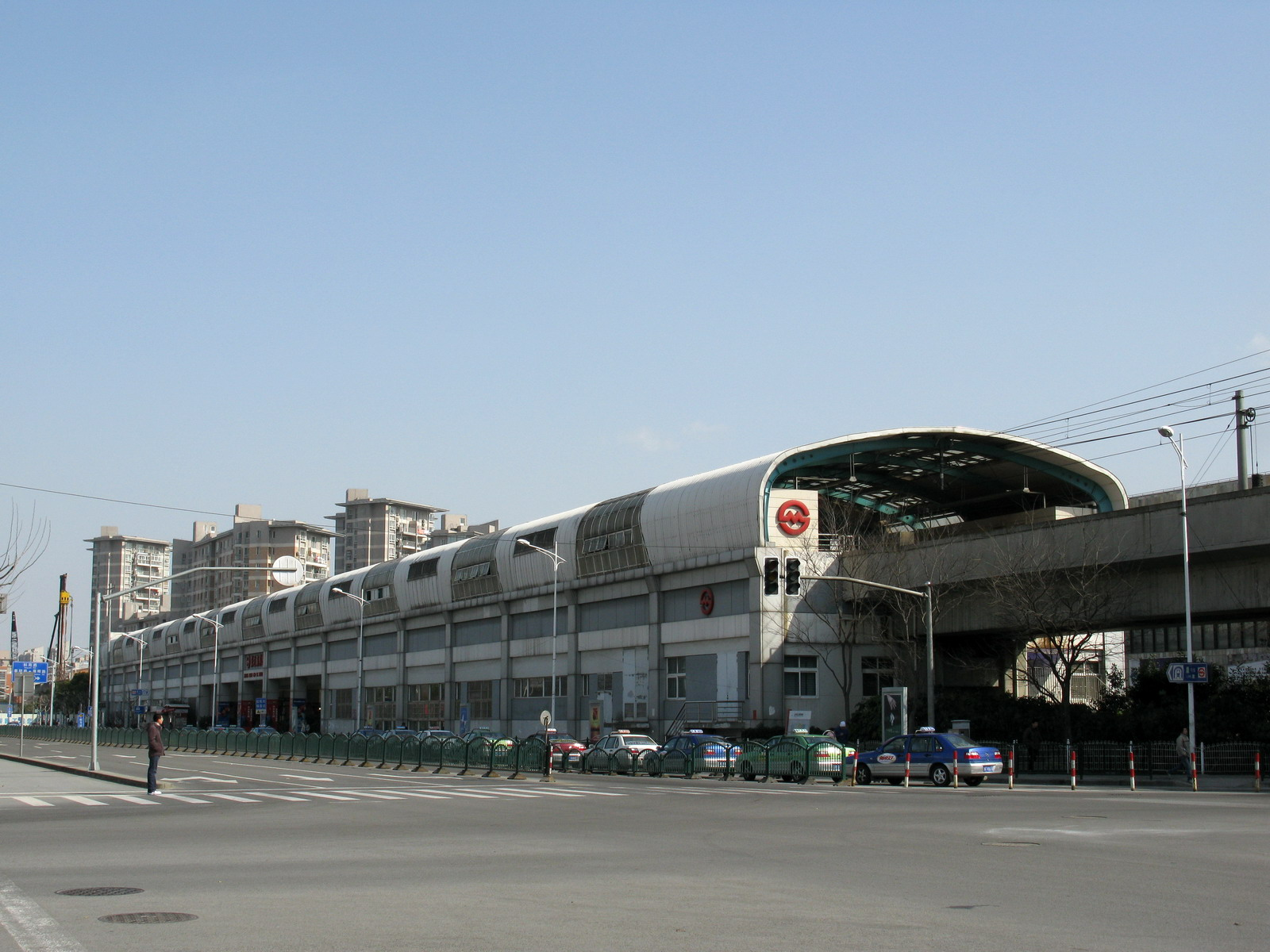
2008년 고가시절 장장가오커역 외관
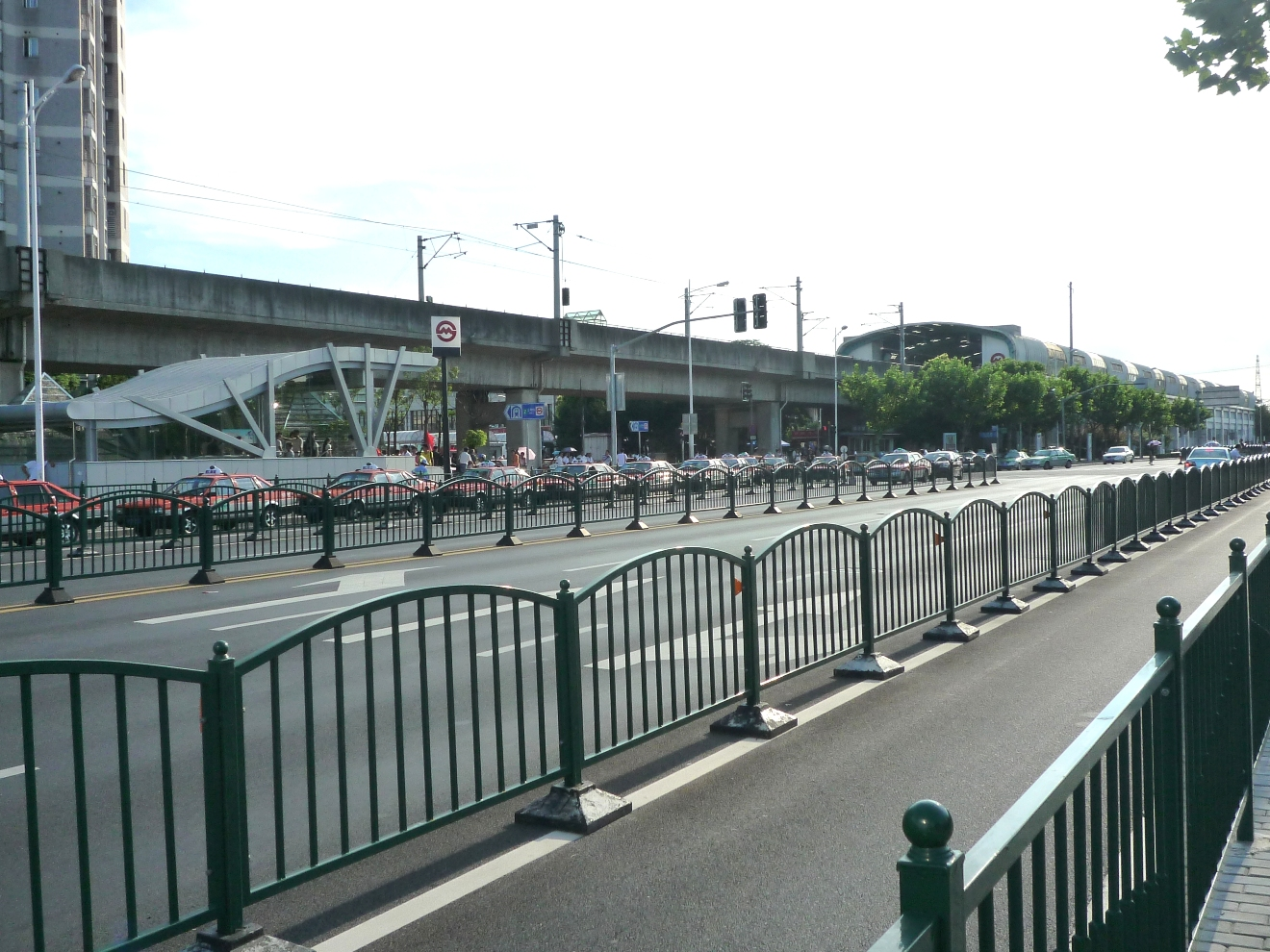
고가 시절 장장가오커역에 인접한 5번 출구
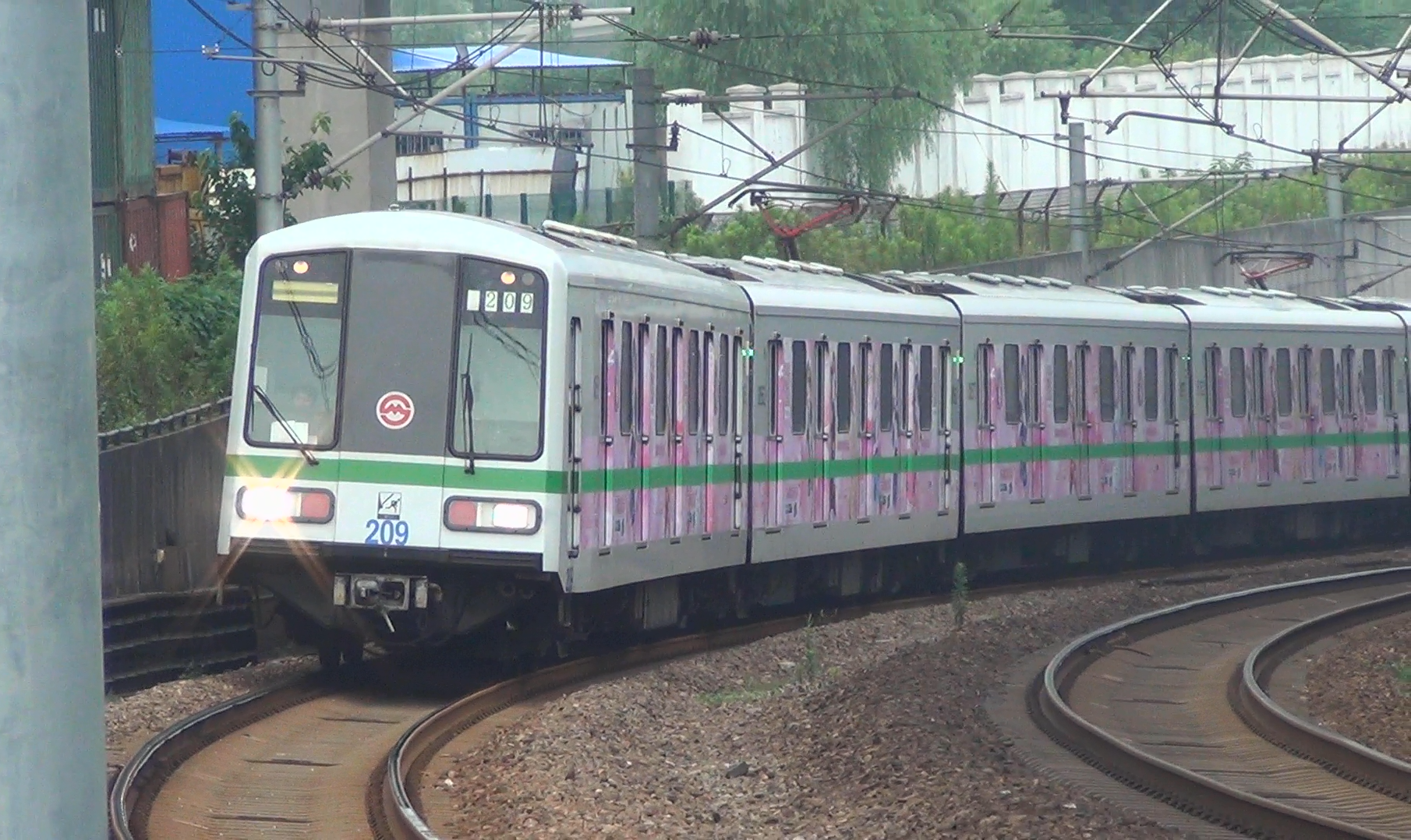
장강가오커-룽양루간 기존 고가역으로 인한 출구 터널 구간을 통과하는 AC02 열차(2016년)